# Ramsgate
Ramsgate ist eine englische Hafenstadt und seit 2004 auch ein Civil Parish im östlichen Kent. Sie gehört zum Distrikt Thanet und zählt 42.632 Einwohner (Stand: 2017). Neben der Fischereiindustrie gehört der Tourismus zu den Haupteinnahmequellen der Stadt.

## Geschichte
Im Zweiten Weltkrieg während der Luftschlacht um England 1940/41 wurde der Hafen von Ramsgate von der italienischen Luftwaffe (Corpo Aero Italiano) angegriffen. 
Bis April 2013 bestand eine Fährverbindung mit der belgischen Stadt Oostende. Früher fuhren Fähren nach Vlissingen (Niederlande) und Dünkirchen (Frankreich). Von 1969 bis 1981 bestand zudem eine Verbindung mit Luftkissenfähren des Typs Saunders Roe Nautical 4 der Reederei Hoverlloyd nach Calais in Frankreich.

## Städtepartnerschaften
Partnerstädte von Ramsgate sind Conflans-Sainte-Honorine, Île-de-France (Frankreich), Chimay, Wallonien (Belgien) und Frederikssund, Insel Seeland (Dänemark).

## Sehenswürdigkeiten
- Ramsgate Maritime Museum
- Albion Place Gardens mit einem von James Pulham gestalteten Steingarten, wird zurzeit renoviert

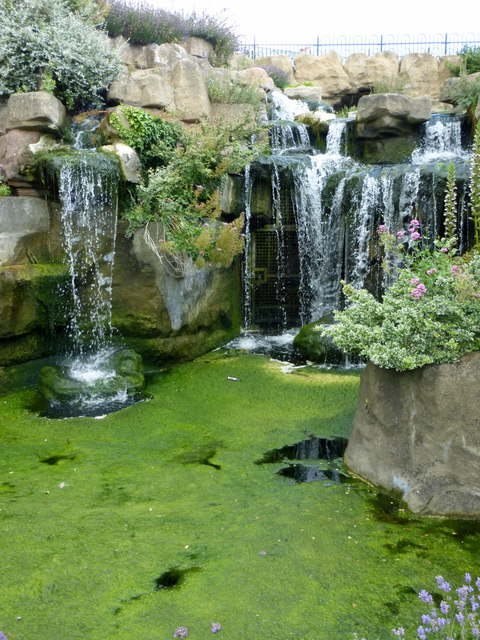
Wasserfall über Pulhamit-Felsen in den Albion Place Gardens in Ramsgate

## Persönlichkeiten
In Ramsgate geboren
- John Marshall (1748–1819), Offizier der Royal Navy
- Elizabeth Gould (1804–1841), Illustratorin
- Alfred North Whitehead (1861–1947), Philosoph und Mathematiker
- William Joseph Jordan (1879–1959), britisch-neuseeländischer Politiker
- Edgar Longuet (1879–1950), französischer Arzt und Sozialist
- Peter Terry (1926–2017), General der Luftwaffe, Gouverneur von Gibraltar
- John Andrews (1934–2000), Radrennfahrer
- Brenda Blethyn (* 1946), Schauspielerin
- Gary Pallister (* 1965), Fußballspieler
- Kirk Shepherd (* 1986), Dartspieler
- Ali Tabrizi (* 1993), Filmemacher und Regisseur

Mit Ramsgate verbunden
- John Murray, 4. Earl of Dunmore (1730–1809), britischer Gouverneur der Provinz New York und der Kolonie Virginia, in Ramsgate gestorben
- Samuel Vince (1749–1821), Mathematiker, Astronom und Geistlicher, in Ramsgate gestorben
- Elizabeth Fry (1780–1845), Reformerin des Gefängniswesens, in Ramsgate gestorben
- Moses Montefiore (1784–1885), langjähriger Bewohner von Ramsgate und dort gestorben[2]
- Augustus Welby Northmore Pugin (1812–1852), Architekt und Architekturtheoretiker, in Ramsgate gestorben
- Robert Sidney Pratten (1824–1868), Flötist, in Ramsgate gestorben
- Spencer Gore (1850–1906), Tennis- und Cricketspieler, in Ramsgate gestorben
- Charles Allwright (1902–1978), Tischtennisspieler, in Ramsgate gestorben
- John Le Mesurier (1912–1983), Schauspieler, in Ramsgate gestorben

## Einzelbelege
1. ↑  Website der Stadt – Ramsgate Twinning Association, abgerufen am 25. Mai 2017
2. ↑  „Sir Moses Montefiore (1784-1885)“ auf de.chabad.org

Koordinaten: 51° 20′ N, 1° 25′ O